# Pello (Finland)
Pello is een dorp binnen de Finse gemeente Pello. Het is de grootste plaats binnen de gemeente en ook het bestuurscentrum. Pello is bereikbaar via de E8 en de Finse snelweg 83 vanuit Rovaniemi. Het dorp bestaat uit twee kernen. De Finse snelweg snijdt het dorp in tweeën; de kruising ligt aan de Torne älv. Bij Pello maakt deze rivier een S-bocht; aan de rivier ligt de plaatselijke camping. Pello is een van de grotere plaatsen aan de rivier en levert een van de weinige oeververbindingen met Zweden. Aan de overzijde van de rivier ligt de Zweedse plaats Pello.
Pello heeft ook een treinhalte; er stopt één trein per twee dagen; de ene dag vertrekt een trein naar Kolari in het noorden, de andere dag een trein naar Kemi in het zuiden. Met beide plaatsen is ook een busverbinding, ook met Rovaniemi is een busverbinding.